# Empresas Stagg
Empresas Stagg, también conocida como Industrias Stagg o simplemente STAGG, es una corporación multinacional ficticia multimillonaria en el universo de DC Comics. Es propiedad y está dirigida por el empresario Simon Stagg.

## Historia ficticia
Empresas Stagg fue fundada por el CEO y multimillonario Simon Stagg, que tiene oficinas en la ciudad de Nueva York, Los Ángeles y Gotham. Su empresa es responsable de ser pionera en métodos nuevos e innovadores en los campos de la ingeniería, la química y la genética. Industrias Stagg tenía varias subsidiarias; Stagg Mining Company, Stagg Cruise Lines y Stagg Robotics.
Simon Stagg usó su negocio para inventar varios planes para mantener separados a Sapphire y Rex Mason, algunos de los cuales incluso pusieron la vida de Metamorpho en gran riesgo. Simon Stagg fue responsable de la ingeniería genética del hombre sensible de Neandertal conocido como Java. Mantuvo a Java a su servicio como su guardaespaldas y chófer personal. Más tarde, Stagg manipuló los eventos, lo que obligó a Sapphire Stagg a dejar a Rex y casarse con Java.
Empresas Stagg contrató a Rex Mason, un soldado contratado por Simon Stagg para encontrar el Orbe de Ra. Cuando lo encontró, su cohorte, Java, lo robó y dejó a Rex a la luz de un antiguo meteoro. Este meteoro transformó a Mason en Metamorpho, el Hombre Elemento.
Un empleado descontento, Kurt Vornak, una vez se convirtió en una entidad atómica y trató de vengarse de Stagg convirtiendo una de sus nuevas oficinas corporativas en escoria fundida. El incidente puso en peligro la vida de la hija de Simon, Sapphire Stagg, pero fue rescatada gracias a los esfuerzos del asistente de Simon, Java.
Empresas Stagg transforma a un arquitecto en un segundo Metamorpho para reemplazar al original, que ha dejado su empleo, pero el plan fracasa.
La compañía fue asignada por el presidente para investigar los platillos voladores que zumban en los Estados Unidos y descubrir que los "extraterrestres" son en realidad un criminal de la Tierra y su pandilla quiere conquistar Estados Unidos.
Empresas Stagg es una de las empresas que patrocina al equipo de superhéroes El Conglomerado. Los otros patrocinadores fueron American Steel, Dante Foods, Dupree Chemical, Ferris Aircraft, Ovel Oil, Pax Entertainment, S.T.A.R. Labs.
Metamorpho es el desierto del Sahara para ayudar a resolver un conflicto militar, sobre un depósito subterráneo. Se encuentran y entran en conflicto con una bruja que usa el Orbe de Ra, conocido como "Halcyon", que sirve como protector del Embalse, y está luchando contra Empresas Stagg. Después de descubrir venenos que Empresas Stagg descargó en el agua en supuestos intentos de purificarla, Metamorpho decide cerrar el conflicto en ambos lados y luego va a purificar el depósito él mismo.

## Otras versiones
Empresas Stagg aparece en la historia de Elseworlds El clavo. Simon Stagg y Java son encontrados muertos por los miembros de Outsiders Geo-Fuerza, Katana y Canario Negro.

## En otros medios

### Televisión

#### Animación
- Empresas Stagg aparece en la serie animada Liga de la Justicia. En el episodio "Metamorfosis", los desarrollos de la compañía se estaban volviendo demasiado peligrosos ya que Simon Stagg quería crear el último soldado, un Metamorpho, para el Ejército de los EE. UU. Simon hizo que Java pasara de contrabando algunos productos químicos para hacer esto en el país durante el cual parte de ellos se filtró de un contenedor y casi provocó un accidente de tren que fue evitado por Green Lantern. Al igual que en los cómics, su empleado favorito Rex Mason estaba enamorado de Sapphire Stagg, de quien Simon era celosamente protector. Simon decide "proteger" a su hija probando los productos químicos en Rex, transformándolo en un mutante que cambia de forma, y luego lo engaña para que luche contra Green Lantern y la Liga de la Justicia. Al enterarse de la verdad, Rex fue tras Simon en el que el primer intento tenía a Rex congelado a temperaturas bajo cero. Los hombres de Simon se deshacen de Metamorpho, pero el metahumano luego se libera. Durante su segundo enfrentamiento con Metamorpho en su empresa, un accidente deja a Simon sin sentido, con sus deseos básicos siendo transferidos a algunos de sus químicos, creando una monstruosa criatura sintética (con semejanza a Chemo) que arrasó Metrópolis. Cuando Metamorpho destruyó el sintoide, Simon se despertó en el hospital gritando.
- Industrias Stagg es una empresa que cotiza en bolsa (STGG) en Beware the Batman, donde la sede corporativa se encuentra en Gotham City y se llama Stagg Center. En "Hunted", el director general de la empresa, Simon Stagg, es secuestrado por el Profesor Pyg y el Señor Toad para vengarse después de que un acuerdo de tierras en el que estuvo involucrado provocara graves daños al medio ambiente. En "Toxic", Batman más tarde irrumpió en Industrias Stagg para conocer el origen de Metamorpho. Batman se enteró de que Stagg manipuló a un guardia de seguridad enamorado de Sapphire Stagg para que fuera un sujeto de prueba para un cambio de juego llamado Proyecto Metamorpho. Industrias Stagg encontró una manera de convertir el tejido genético en armas y crear un súper soldado elemental. El intento de Batman de sintetizar una cura falló, pero entregó todas las imágenes de seguridad de los eventos que llevaron a la transformación de Rex Mason al Departamento de Policía de Gotham City. El Movimiento Fightback se encontraba en medio de protestas frente al Stagg Center. En "Allies", la pandilla de Tobias Whale estaba robando uno de los almacenes de Empresas Stagg. En "Monstruos", Batman sospecha que Simon contrató y proporcionó a los matones armaduras y armas para expulsar a la gente de Old Gotham y comprar el territorio con fines de lucro. Visita a Simon en su celda en la Penitenciaría Blackgate, pero Stagg niega estar involucrado en el plan. Más tarde se revela que el culpable es Sapphire, que busca impresionar a su padre. Batman amenaza a Sapphire con que se detenga mientras le niega la supervivencia de Rex.

#### Acción en vivo
- En Arrow, se menciona a Stagg. En el episodio "Legados", es uno de los mayores benefactores del CNRI del bufete de abogados de Laurel Lance. Sin embargo, Stagg ha decidido poner fin a la financiación de la empresa y la pone en riesgo de cerrar hasta que Tommy Merlyn intervenga y ayude. Stagg aparece más tarde en el episodio "Burned".
- Industrias Stagg aparece en The Flash, así como su fundador y CEO Simon Stagg.

### Película
- Industrias Stagg se menciona en un artículo de Fortune de marketing viral de Batman v Superman: Dawn of Justice.[8]
- Industrias Stagg se ve en el fondo de The Lego Batman Movie.
- Industrias Stagg aparece en Wonder Woman 1984.

### Videojuegos
- En DC Universe Online, Empresas Stagg tiene una sede en Gotham City. También tienen varias estaciones de servicio (llamadas Stagg Stops) alrededor de Gotham y producen Stagg Stop Maps y el teléfono Staggberry.
- Empresas Stagg y Simon Stagg aparecen en Batman: Arkham Knight. Ayuda al Espantapájaros y al Caballero de Arkham a desarrollar una nueva toxina del miedo.